# 印尼机场公司
印尼机场公司（Angkasa Pura，梵语，意为“天空城市”）是隶属于印度尼西亚交通部的国有企业，负责印度尼西亚主要机场的管理运营。印尼机场公司实为两家公司：第一机场股份有限公司（PT Angkasa Pura I）和第二机场股份有限公司（PT Angkasa Pura II）。
第一公司的总部设在雅加达马腰兰（雅加达第一个机场的所在地），第二公司总部则在雅加达以西唐格朗市境内的苏加诺-哈达国际机场。

## 历史
1962年，马腰兰机场（国营）公司（印尼语：Perusahaan Negara Angkasa Pura Kemayoran）成立，最初管理经营雅加达的马腰兰机场。1965年，马腰兰机场公司更名机场（国营）公司（PN Angkasa Pura）。1974年，随着管理体制的改革，公司从国营企业（Perusahaan negara ）变为公众企业（Perusahaan umum），公司名变为机场公众公司（Perum Angkasa Pura）。
第三次更名发生于1987年，当第二机场公众公司（Perum Angkasa Pura II）于1984年成立后，机场公众公司更名为第一机场公众公司（Perum Angkasa Pura I）。第二机场公司最初成立的目的是管理经营雅加达的苏加诺-哈达国际机场和哈利姆·珀达纳库苏马国际机场。
1992年，第一、二机场公众公司分别更名第一机场股份有限公司（PT Angkasa Pura I）和第二机场股份有限公司（PT Angkasa Pura II）。从这之后，两家公司开始经营管理印尼的主要机场。

## 机场
印尼机场公司运营有以下机场：
- 第一机场公司运营印尼中东部的主要机场：[4]
  1. 东爪哇省泗水朱安达国际机场（1985年1月1日开始）
  2. 东加里曼丹省巴厘巴板苏丹阿吉·穆罕默德·苏莱曼国际机场（1987年1月9日开始）
  3. 南苏拉威西省望加锡苏丹哈桑丁国际机场（1987年1月9日开始）
  4. 北苏拉威西省万鸦老萨姆·拉图兰吉国际机场（1989年1月1日开始）
  5. 巴布亚省比亚克弗兰斯·凯西波国际机场（1989年1月1日开始）
  6. 巴厘省登巴萨伍拉·赖国际机场（1989年3月30日开始）
  7. 中爪哇省梭罗阿迪·苏马尔莫国际机场（1992年4月29日开始）
  8. 日惹特区日惹阿迪苏吉普托国际机场（1992年4月29日开始）
  9. 南加里曼丹省马辰沙姆斯丁·努尔国际机场（1992年4月29日开始）
  10. 中爪哇省三宝垄艾哈迈德·雅尼国际机场（1995年10月1日开始）
  11. 西努沙登加拉省马塔兰瑟拉帕朗机场（英语：Selaparang Airport）（1995年10月1日 - 2011年9月30日机场关闭）
  12. 西努沙登加拉省马塔兰龙目国际机场（2011年10月1日开始，用以替代瑟拉帕朗机场）
  13. 马鲁古省安汶巴蒂穆拉国际机场（1995年10月11日开始）
  14. 东努沙登加拉省古邦埃尔·塔里国际机场（1999年4月1日开始）
  15. 巴布亚省查亚普拉仙谷国际机场（即将）
  16. 东加里曼丹省三马林达阿吉王爵天猛公普拉诺托国际机场（即将）
  17. 中苏拉威西省卢武克舒库兰·阿米努丁·阿米尔机场（即将）
- 第二机场公司运营印尼西部的主要机场：[5]
  1. 雅加达东雅加达行政市哈利姆·珀达纳库苏马国际机场（1984年8月13日开始）
  2. 万丹省唐格朗苏加诺-哈达国际机场（1985年7月5日开始）
  3. 南苏门答腊省巨港苏丹马赫穆德·巴达鲁丁二世国际机场（1991年2月8日开始）
  4. 西加里曼丹省坤甸苏巴迪奥国际机场（1991年2月8日开始）
  5. 北苏门答腊省棉兰波洛尼亚国际机场（1994年1月1日 - 2013年7月24日机场关闭）
  6. 北苏门答腊省棉兰瓜拉纳穆国际机场（2013年7月25日开始，用以替代波洛尼亚国际机场）
  7. 亚齐特区班达亚齐苏丹伊斯坎达·穆达国际机场（1994年4月9日开始）
  8. 西苏门答腊省巴东塔宾机场（1994年4月9日 - 2005年7月22日改为空军基地）
  9. 西苏门答腊省巴东米南加保国际机场（2005年7月22日开始，用以替代塔宾机场）
  10. 廖内省北干巴魯苏丹谢里夫·卡西姆二世国际机场（1994年4月9日开始）
  11. 西爪哇省万隆侯赛因·萨斯特拉内加拉国际机场（1994年4月9日开始）
  12. 廖内群岛省丹戎槟榔拉贾·哈吉·斐萨比里拉国际机场（2000年3月22日开始）
  13. 占碑省占碑苏丹塔哈机场（2007年4月1日）
  14. 邦加-勿里洞省邦加槟港德帕蒂·阿米尔机场（2007年4月1日开始）
  15. 北苏门答腊省锡博龙-博龙（英语：Siborong-Borong）西朗宜国际机场（英语：Silangit International Airport）（2012年12月14日开始）
  16. 东爪哇省外南梦布林宾萨里机场（2017年12月22日）
  17. 中爪哇省万隆戈达查帝国际机场（2018年5月24日）
  18. 中加里曼丹省帕朗卡拉亚吉利里乌机场（2018年12月19日）
  19. 明古鲁省明古鲁法玛瓦蒂·苏加诺机场（即将）
  20. 楠榜省班达楠榜雷丁·印甸二世国际机场（即将）
  21. 邦加-勿里洞省丹戎潘丹（英语：Tanjung Pandan）H.A.S.哈南柔丁国际机场（即将）

2010年，第二公司实现盈利1,264兆印尼盾，7座机场亏损，5座机场盈利，仅雅加达苏哈机场就盈利1,573兆盾，其他盈利的机场是棉兰、北干巴鲁、坤甸和万隆等地的机场。

## 机场超负荷
2010年，第一公司运送旅客量为3,000万人次，但是所接待的访客数量达4,900万；第二公司所运送旅客量仅2,800万，接待访客却高达6,200万。苏加诺-哈达国际机场、波洛尼亚国际机场、伍拉·赖国际机场和朱安达国际机场负担过重。

## 酒店
2011年第一公司在泗水的朱安达国际机场和望加锡的苏丹哈桑丁国际机场分别建造了一座酒店。总投资500亿印尼盾，均由雅高酒店集团以一级方程式酒店的品牌运营。

## 资料来源
1. ↑  . Waspada Online.   [2015-06-24]. （原始内容存档于2017-11-08）.
2. 1 2 3 4  （印尼文） History of Angkasa Pura I （页面存档备份，存于）
3. 1 2 3  （印尼文） History of Angkasa Pura II （页面存档备份，存于）
4. ↑  . ap1.co.id. PT Angkasa Pura I.   [2017-11-07]. （原始内容存档于2021-05-28）.
5. ↑  . angkasapura2.co.id. PT Angkasa Pura II.   [2017-11-07]. （原始内容存档于2019-12-13）.
6. ↑  . thejakartapost.com.   [2015-06-24]. （原始内容存档于2015-06-25）.
7. ↑  . KONTAN.   [2015-06-24]. （原始内容存档于2011-08-15）.
8. ↑  . thejakartapost.com.   [2015-06-24]. （原始内容存档于2015-06-25）.